# Guísela Santa Cruz
Guísela Santa Cruz es una cantante y folklorista boliviana que mezcla la música boliviana con la balada romántica. Nacida el 4 de marzo de 1975 en la ciudad de Santa Cruz de la Sierra.
Entre sus éxitos o canciones más gustadas se puede mencionar: Lastima, No te vayas, Corazón corazón, Romance Verde, Te dejo libre, Misterios del corazón entre otras que de la misma manera tienen un encanto propio de esta artista, considerada una de las mejores cantantes de Bolivia por su voz, sencillez, candor, hemosura y corazón simple.

## Biografía
Breve Reseña
Hija de Alfredo Santa Cruz y Eva Salazar, nació el 4 de marzo de 1975. Desde muy pequeña soñaba con llegar a ser cantante.
Se formó académicamente en el Instituto de Bellas Artes, consiguiendo en ese centro educativo el título de Bachiller y además logró una completa formación artística en canto, bailes y artes plásticas.
Ella ha mostrado su arte, talento y simpatía por Asia, Europa, América del Norte y Países sudamericanos, al igual que a Bolivia, cuyas actuaciones fueron muy bien aceptadas por el público que reconocieron en Guísela su hermosa y dulce voz, además de su carisma y simpatía que la convierten en la máxima expresión del Canto Folklórico femenino de Santa Cruz y de Bolivia. 
Inició su carrera musical con la grabación de su primer álbum discográfico Imitación de Hombre (1992), ha llevado su canto y expresión Oriental a Países como Japón (2000), USA ( Giras desde 1997- al 2013), Inglaterra, España, Suiza, Venezuela, Francia, Argentina ( 2000 al 2014, en los más grandes Festivales del folklore argentino como Cosquín, Jesús María, Cafayate, Villa María, entre otros)

## Discografía
Guísela Santa Cruz cuenta con diez discos grabados bajo el sello Nacional Discolandia,  EMI- Odeón, JAM y GLD.

### Álbumes
|         | Nombre del Disco        | Año  |
| ------- | ----------------------- | ---- |
| Vol. 1  | Imitación de hombre     | 1992 |
| Vol. 2  | Folklore oriental       | 1996 |
| Vol. 3  | Te dejo libre           | 1997 |
| Vol. 4  | Latina                  | 1999 |
| Vol. 5  | Misterios del corazón   | 2000 |
| Vol. 6  | Romance verde           | 2002 |
| Vol. 7  | Folklore                | 2003 |
| Vol. 8  | No te vayas             | 2004 |
| Vol. 9  | Ave de cristal          | 2005 |
| Vol. 10 | Otra vez                | 2007 |
| Vol. 11 | Encuentro               | 2009 |
| Vol. 12 | Santa Cruz Bicentenaria | 2010 |
| Vol. 13 | Sueño                   | 2012 |
| Vol. 14 | Niña Camba              | 2013 |

## Otros trabajos

### Participaciones con otros artistas
Participó en el tema Entre Destinos del álbum "Agridulce" perteneciente al cantautor Yalo Cuéllar.

### Canciones en Bandas Sonoras
- Tu Otra Mitad (en Las Tres Perfectas Solteras)
- Luna y Locura (en Luna de Locos)

### Trabajos como Actriz
- Tierra Adentro - Luisa
- Tardes perrisAntiguas - Isabel